# Ashville, Alabama
Ashville là một thành phố thuộc quận St. Clair, tiểu bang Alabama, Hoa Kỳ. Dân số năm 2009 là 2643 người, mật độ đạt 53 người/km².